# Safir-43
 (février 2008).
Si vous disposez d'ouvrages ou d'articles de référence ou si vous connaissez des sites web de qualité traitant du thème abordé ici, merci de compléter l'article en donnant les références utiles à sa vérifiabilité et en les liant à la section « Notes et références ».
Dimensions
Le Safir-43 est un avion léger quadriplace du constructeur algérien ECA (Entreprise de construction aéronautique). Il est dérivé sous licence de l'avion tchécoslovaque Zlín Z 43.

## Présentation
Cet avion est destiné principalement à l'entraînement des pilotes militaires et civils, mais est utilisé également pour d'autres missions telles que la navigation aérienne, les opérations postales et de communication, la surveillance maritime et terrestre, l'évacuation sanitaire ainsi que pour des activités  touristiques.
Il a fait sa première apparition publique à l'étranger en 2000, lors du salon aéronautique sud-africain Africa Aerospace and Defence.

## Utilisateurs
- Algérie

À ce jour, plus de 40 Safir-43 ont été fabriqués par l'ECA dont 20 pour le compte de l'Armée de l'air algérienne.